# Josefstädter Straße
Josefstädter Straße – jedna ze stacji metra w Wiedniu na Linia U6. Została otwarta 7 października 1989. 
Znajduje się na granicy dwóch dzielnic Wiednia: Josefstadt i Ottakring.